# Leonardo (cantante)
Emival Eterno da Costa (Goianápolis, 25 de julio de 1963), más conocido como Leonardo, es un cantante brasileño. Se hizo Leonardo en 1981, cuando él y su hermano Leandro (Luís José Costa), decidieron intentar la carrera artística y formaron la pareja sertaneja Leandro & Leonardo. El día 23 de junio de 1998, Leandro falleció en el transcurso de un cáncer raro de pulmón y Leonardo siguió su carrera como solista. Ya vendió más de 50 millones de discos. Leonardo es considerado el mayor cantante sertanejo romántico de Brasil.

## Biografía

### Historia
Emival Eterno De la Costa (Leonardo) nació en Goianápolis, Goiás, el día 25 de julio de 1963, siendo el cuarto de ocho hermanos. Hijo de Carmem Divina Eterno de Silva y de Avelino Virgulino de la Costa, fallecido en 11 de enero de 2015 a los 78 años. Leonardo tenía como compañero inseparable su hermano Leandro (Luis José), un año y once meses más viejo, nacido el día 15 de agosto de 1961.  Debido a incontables dificultades, la familia se mudó a Carmo do Rio Verde (Goiás), para buscar una nueva oportunidad. Infelizmente el rumbo de las cosas no fue el esperado y, por eso, la familia retornó para Goianápolis, donde su padre Avelino pasó a trabajar como aparcero en el cultivo de tomates. Desde pequeño, Leandro era el más tímido, pero soñaba con una vida mejor para su familia. Era ágil en la plantación de tomates y en el corte. Su padre, Avelino, así como Leandro, estaban siempre acompañados de su guitarra, despertando en los más chicos la atención para la música. Leonardo por su parte, siempre muy eléctrico y animado a pesar de las diversas bromas, tenía un lado serio; y tenía una manera de ganar más realizando trabajos extras, y soñaba con una vida mejor para toda su familia.

## Vida personal

### Relaciones
En el año 1980 se casó con María Aparecida Dantas, con quien tuvo un hijo llamado Pedro Leonardo, nacido el 29 de junio de 1987. Se separaron poco tiempo después. Leonardo tuvo muchas otras novias, embarazando a dos de ellas, y tuvo dos hijos más; son Monyque Isabella (19 de abril de 1991) y Jéssica (abril de 1994). A los 28 años conoció a Poliana Rocha, con quien se casó el 25 de julio de 1995, tuvieron un hijo llamado José Felipe, nacido el 21 de abril de 1998; se separaron en poco tiempo. En 1998 tuvo también un hijo llamado Matheus. Tras separarse, conoció a la exbailarina grupal de axé y periodista Naira Ávila, con quien se relacionó y tuvo un hijo, João Guilherme Ávila, nacido en 2002.[carece de fuentes?]

### Accidente
El día 17 de noviembre de 2003 Leonardo se volcó en un Land Rover, ocasionando el accidente en que murió el compadre del cantante Sebastião Figueira Arantes, 47, y dejó cuatro heridos en la carretera GO-070. Leonardo negó que condujese a alta velocidad y alega problemas en el coche. Pero, el director de la concesionaria Coima de la red Land Rover, Dirceu Bernardon, dijo que el coche fue prestado: "No tiene nada de esa historia de test-drive. Él me pidió el coche para viajar y yo se lo presté". Aunque en cuanto a la posibilidad de problemas mecánicos con el coche, Dirceu dice: "todo el coche fue revisado antes del préstamo. Tanque lleno, agua y aceites checados y exactos, 1.853 kilómetros rodados. No tiene esa de eje partido o cualquier cosa parecida".

## Discografía
- 1999: Tiempo
- 1999: Leonardo En vivo
- 2000: Quiero Colo
- 2001: Todas las Cosas del Mundo
- 2002: Todas las Cosas del Mundo En vivo
- 2002: Te Amo Demasiado
- 2003: Brincadeira Tiene Hora
- 2004: Leonardo Canta Grandes Éxitos
- 2005: Leonardo Canta Grandes Éxitos Vol. 2
- 2006: De Cuerpo y Alma
- 2008: Corazón Bandido
- 2009: Ese Alguien Soy Yo En vivo
- 2010: Alucinação
- 2011: Nada Cambió
- 2013: Vivo Enamorado
- 2014: Leonardo - 30 Años
- 2014: Cabaré (con Eduardo Costa)
- 2016: Bar del Léo